# Личностен тест
Личностният тест има за цел да опише аспекти от характера на личността, които остават стабилни по време на живота ѝ, моделите на поведение на характера на индивида, мисли и чувства. Ранният модел на личностен тест е постулиран от гръцкия философ и лекар Хипократ. През XX век се заражда нов интерес в дефинирането и идентифицирането на отделни личностни типове в близка взаимовръзка с полето на психологията. Поради това различни тестове се появяват; някои опитват да идентифицират специфични характеристики, докато други се опитват да разберат личността като цяло.